# Santísima Trinidad (gastronomía cajún)

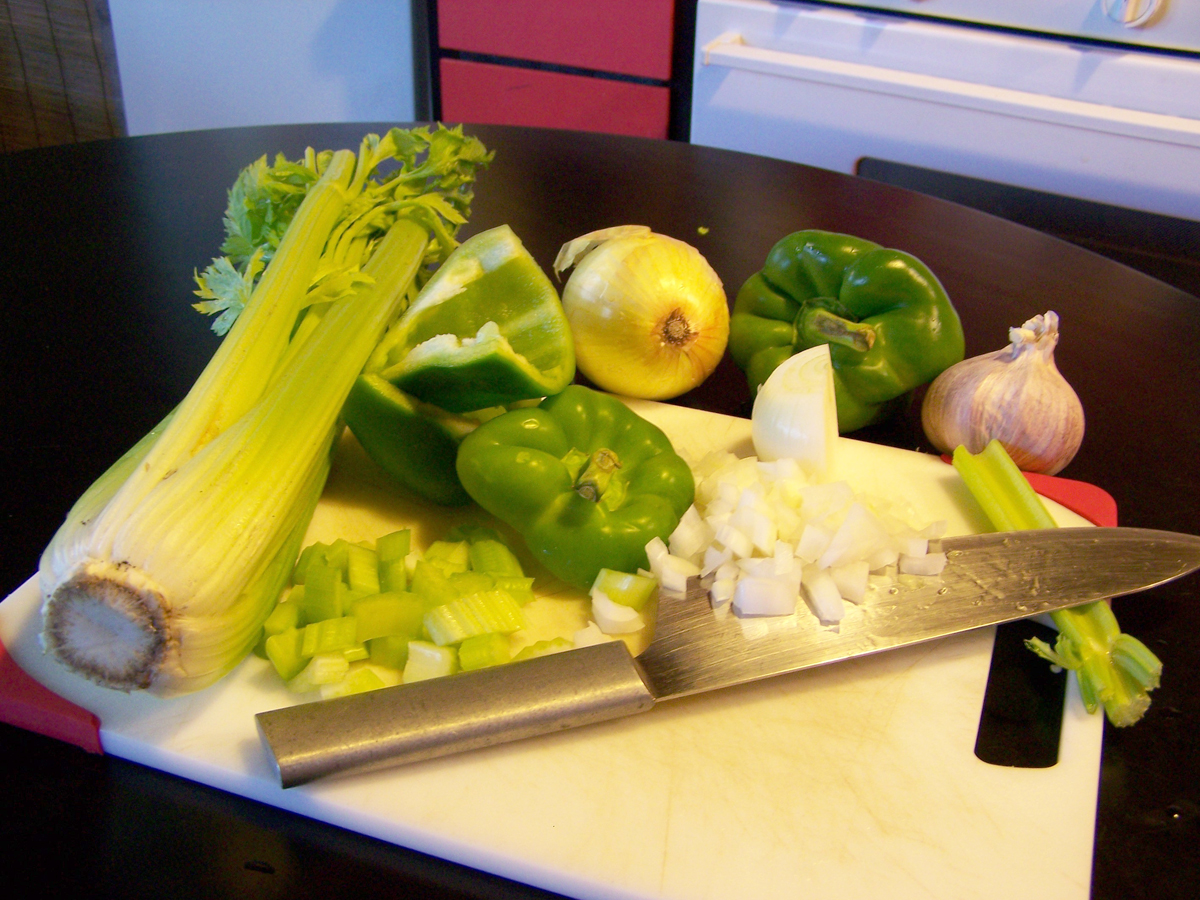
Ingredientes de la Santísima Trinidad.

La Santísima Trinidad en la gastronomía cajún y la cocina criolla de Luisiana es la variante local del mirepoix y consiste en la mezcla de cebolla, pimiento morrón y apio en cantidades similares.
Es la base para muchos de los platos de Luisiana, existiendo también variantes que utilizan perejil o ajos en lugar de uno de los tres ingredientes anteriores. La preparación de platos criollos como étouffée, gumbo y jambalaya comienzan con esta base.